# テオ・ポー
テオ・ポー（teo poo、1990年1月4日 - ）は日本の脚本家、劇作家、俳優、構成作家。本名、吉田吏志（よしださとし）。熊本県阿蘇市出身。アクターズチーム・ねぇカルチャーを主宰し、作・演出・ショーランナーを務めている。事務所には所属しておらずフリーで活動している。ねぇカルチャーとしてはマネジメント会社・NIKITAと業務提携している。身長・159cm、体重・52kg、血液型・A型。
芸名のテオ・ポーの由来は不明。

## 略歴
熊本県阿蘇市に生まれ、高校を卒業後、2008年に吉本総合芸能学院構成作家コースへ入学。
翌年、構成作家としてデビューしよしもとクリエイティブ・エージェンシー所属のお笑い芸人・パンサーの単独ライブDVD「PANTHER Vol.1」やフジテレビ系列のバラエティ番組「その顔が見てみたい」の構成を務めている。
2012年に構成作家としての活動を一時休止し、ストリップ劇場で舞台照明・演出のアルバイトをしていた。ねぇカルチャーの所属メンバーである倫平とはこの時に出会う。
2014年9月に劇団"ニュートンズ"を旗揚げし、脚本家、劇作家、俳優として活動開始。第十回目公演にはお笑い芸人の空気階段、なかないで毒きのこちゃん所属俳優・猪股和磨らが出演している。
2017年1月に劇団"ニュートンズ"を解散。同年、俳優の渡辺裕太らが所属する芸能プロダクション・有限会社オンリーユーへと所属していた。（現在はフリー）
2018年7月にテオ・ポーへと改名。同時に倫平、白土良介（オフィス・ニュース）、齋藤大貴（株式会社キャロット）らと共に劇レーベル"ねぇカルチャー"を旗揚げ。"「コメディリック」シリーズを中心に「シニカルなブラックジョークとうんこみたいな直接的な笑いがミックスされている」と評された劇世界を精力的に上演中"である。

## 人物
- 特技は将棋
- 趣味は海外サッカー
- ロボットアニメが大好きらしいが、新世紀エヴァンゲリオンが好きな中年男性を毛嫌いしている風潮が見える
- 一時期Twitterのプロフィール欄に「思想家」とも加えられていた
- 邦楽ロック好きであり、踊ってばかりの国の大ファン

## 脚本作品

### 舞台
- 劇団"ニュートンズ"上演作品（作・演出・出演）
  - ニュートンズ第一回公演「オペレーション・ポカン」（2014年）
  - ニュートンズ第二回目公演「気の毒な七面鳥」（2014年）
  - ニュートンズ第三回目公演「ニュートンズはおませちゃん」（2015年）
  - ニュートンズ第四回目公演「もっと力強い生活をこの手に」（2015年）
  - ニュートンズ第五回目公演/高円寺フェス2015特別公演「中央線いじいじ fantasy」（2015年）※作・演出のみ
  - ニュートンズ第六回目公演「ヘイ！カルチャー」（2015年）
  - ニュートンズ第七回目公演「26歳、恋円寺」（2016年）※作・演出のみ
  - ニュートンズ第八回目公演「ねえ、カルチャー」（2016年）
  - ニュートンズ第九回目公演「亡、カルチャー」（2016年）
  - ニュートンズ第十回目公演/高円寺フェス2016特別公演「高円寺のあの人、また音信不通だってよ」（2016年）
- 劇レーベル"ねぇカルチャー"上演作品（作・演出・出演）
  - コメディリック第1回「ヘタに経た」（2018年）
  - コメディリック第2回「ただのホラー」（2018年）
  - コメディリック第3回「WORKしようよ」（2018年）
  - コメディリック第4回「この振る舞いを見ろ」（2018年）
  - コメディリック第5回「貧乏放し飼い」（2018年）
  - コメディリック第6回「ラブラブチャレンジャー」（2018年）
  - コメディリックSP「コメコメクラブ」（2019年）
  - 「アイウォニーな日本語喜劇の"うるおい"」（2019年）※作・演出のみ
  - 一人芝居公演「ボッチの檻・第一号」（2019年）※脚本提供・演出のみ
  - 「アイウォニーな日本語喜劇の"かみなり"」（2019年）
- 外部公演（作・演出）
  - 渡辺裕太主宰コントユニット"わたなべやしき"シリーズ
    - わたなべやしきコントライブ「レモンとえだまめ」（2017年）
    - わたなべやしきコントライブ「アボカドとキノコ」（2017年）
    - わたなべやしきコントライブ「トマトとブロッコリー」（2018年）
    - わたなべやしきコントライブ「ユーモア増築」（2019年）

  - OfficeOTN「ふたりぼっちの世界史」（2019年）
  - ハツコイ・ユナイテッド「ラフドール」（2019年）

### 映像
- The TOKYO 48 Hour Film Project 参加作品「鬼才」（2018年）- 観客賞、最優秀台詞賞受賞
- TTglobal「プロフに霊感って書いちゃう人たち」（2019年） - シリーズ全ての脚本を担当

## 出演作品

### 舞台
- 劇団うめめ第2回男芝居フェスティバル出展作品「カリが教えてくれた10のこと」（2017年） - 主演・大賞受賞

### 映像
- 短篇映画「かぼちゃの馬鹿」

### MV
- 乃木坂46シングル特典映像“個人PV”清宮レイ「ルーキーヒーローレイ」